# Weihrauchbrenner
Als Weihrauchbrenner wird ein Räuchergefäß bezeichnet, das nicht mit klassischer Räucherkohle, sondern mit einer Kerze, üblicherweise einem Teelicht, arbeitet. Es besteht aus einem Korpus, welcher die Kerze beinhaltet, auf dem ein Räuchersieb befestigt ist. Durch die aufsteigende Hitze werden die Räucherkräuter verglüht und geben ihre typischen Gerüche ab.
Einige Versionen tragen auf dem Räuchersieb ein Metallplättchen, das es ermöglicht, auch Räucherharze zu verräuchern, die ansonsten durch das Sieb in die Flamme tropfen würden. Bei diesen handelt es sich um die Weihrauchbrenner, die dieser Art von Räuchergefäß den Namen gegeben haben.